# FX (СНГ)
FX — русскоязычный развлекательный телеканал, который является локальной версией американского телеканала FX.

## История

### 2008-2012 годы. Fox Crime
5 марта 2008 года компания News Corporation через дочернюю компанию Fox International Channels запустила русскоязычный телеканал Fox Crime в СНГ. Telco Media занималась дистрибуцией телеканала в России и СНГ. Fox Crime осуществлял вещание в круглосуточном режиме вещая со спутника ABC1.
Телеканал транслировал детективы, художественные и документальные сериалы, фильмы, такие как: «Декстер», «Военно-юридическая служба», «Призраки» и многие другие.
В 2009 году открывается российский офис Fox Networks Group.

### 2012-2024 годы. Fox
1 октября 2012 года телеканал провёл ребрендинг; Fox Crime был переименован в Fox.
Телеканал стал транслировать популярные сериалы, такие как: «Ходячие мертвецы», «Однажды в сказке», «Дурман», «Игра престолов», «Мыслить как преступник», «Во все тяжкие» и многие другие. Весной 2013 года на Fox состоялась премьера новых сериалов производства Warner.
В 2018 году компания Fox Networks Group сменила в России и СНГ дистрибьютора, теперь вместо Telco Media стал Медиа-Телеком (совместное предприятие Ростелеком и государственного медиахолдинга «Национальная Медиа Группа».
20 марта 2019 года компания Disney завершила сделку по приобретению компании 21st Century Fox, куда и входила компания Fox International Channels.
В 2020 году телеканал получил испанскую лицензию (CNMC) с целью обеспечения продолжения легального вещания в Евросоюзе в соответствии с Директивой ЕС об аудиовизуальных медиа-услугах (AVMSD) и законом о едином рынке после выхода Великобритании из Европейского Союза. Так как телеканал осуществлял вещание в Прибалтике.
В мае 2021 года российское подразделение было переименовано с Fox Networks Group на Disney Networks Group.
11 марта 2022 года компания «Disney» объявила о приостановке работы на территории России в связи со военными действиями на территории Украины.
1 октября 2022 года телеканал Fox прекратил вещание в России и Беларуси. Медиа-Телеком запустил на частотах Fox новый телеканал «Кинеко». Компания Disney не имеет никакого отношения к новому телеканалу. Также компания Disney прекратила сотрудничать с Медиа-Телеком.

### 2024-н.в. FX
24 января 2024 года телеканал провёл ребрендинг; Fox был переименован в FX. Радикальных изменений в сетке вещания не было. телеканал транслирует тот же самый контент, что и до ребрендинга.